# Tacoma Tide
Tacoma Tide är ett fotbollslag i USA grundat 2006. Laget är medlem av United Soccer Leagues Premier Development League. Till deras mer kända spelare hör Ciaran O'Brien.